# Radiotoksyczność
Radiotoksyczność – pojęcie mówiące o szkodliwym wpływie danej substancji promieniotwórczej na organizm ludzki. 
Radiotoksyczność zależy od kilku czynników: 
- energii i rodzaju emitowanego przez daną substancję promieniowania,
- czasu połowicznego rozpadu substancji,
- obiegu metabolicznego danego pierwiastka chemicznego (od współczynnika wchłaniania do organizmu, czasu biologicznego półtrwania w organizmie, rodzaju tkanki).

Pierwiastki promieniotwórcze dzieli się według klas radiotoksyczności (od 1 do 4):
- I klasa radiotoksyczności to najgroźniejsze substancje (np.: alfapromieniotwórcze izotopy plutonu, polonu, ameryku, kiuru, neptunu, kalifornu oraz betapromieniotwórczy stront-90),
- II klasa to większość typowych produktów rozszczepienia skażających środowisko (np.: izotopy jodu, cezu, ceru, europu itp.),
- III i IV klasa to mniej szkodliwe substancje.

W trakcie badań nad radiotoksycznością określa się maksymalne poziomy zawartości w organizmie oraz roczne limity wchłonięć (ALI, skrót od angielskiego zwrotu Annual Limit of Intake).
Dla ogółu ludności jako dawkę graniczną przyjmuje się wartość 1 mSv/rok, dawniej było to 5 mSv/rok. Dla ludzi zawodowo narażonych na promieniowanie jonizujące jako dawkę graniczną przyjmuje się 20 mSv/rok, jednak w wyjątkowych sytuacjach oraz spełniając odpowiednie warunki może ona wynieść 50 mSv/rok, jednakże średnia za 5 kolejnych lat w takim przypadku nie może przekroczyć 20mSv/rok.